# Hoàng Thị Duyên
Hoàng Thị Duyên (sinh ngày 26 tháng 4, 1996) là VĐV cử tạ Việt Nam từng thi đấu tại Thế vận hội Mùa hè 2020.

## Sự Nghiệp
Cô đã giành huy chương bạc ở nội dung cử giật 59 kg nữ tại Giải vô địch cử tạ thế giới 2018 được tổ chức ở Ashgabat, Turkmenistan.
Cô đã giành huy chương đồng ở nội dung 59 kg nữ tại Giải vô địch cử tạ Châu Á 2021 được tổ chức ở Uzbekistan.